# Gibbotettix crista
Gibbotettix crista är en insektsart som först beskrevs av Liang 1995.  Gibbotettix crista ingår i släktet Gibbotettix och familjen torngräshoppor. Inga underarter finns listade i Catalogue of Life.